# أيوب بخاري
أيوب بخاري (بالهولندية: Ayoub Boukhari)‏ هو لاعب كرة قدم مغربي وهولندي في مركز الوسط، ولد في 6 مايو 1997 في روتردام في هولندا. لعب مع سبارتا روتردام.

## وصلات خارجية
- أيوب بخاري على موقع قاعدة بيانات كرة القدم.إي يو (الإنجليزية)
- أيوب بخاري على موقع Soccerway.com (الإنجليزية)